# Ženite se momci
Ženite se momci drugi je studijski album Jelene Karleuše. Izdala ga je izdavačka kuća PGP RTS 1996. godine. Suradnja je sa Zlaja bandom. Album je prodan u nakladi od 100 000 primjeraka.

## Popis pjesama
| Br. | Skladba                   | Trajanje |
| --- | ------------------------- | -------- |
| 1.  | »Ženite se momci«         | 3:31     |
| 2.  | »Hoću sa tobom«           | 3:41     |
| 3.  | »Tvojom ulicom«           | 3:36     |
| 4.  | »Moji drugovi«            | 3:00     |
| 5.  | »Ne mrzim te ni sad«      | 3:37     |
| 6.  | »Sad smo stranci postali« | 3:49     |
| 7.  | »Sad znam«                | 3:52     |
| 8.  | »Mogu biti pamuk«         | 4:05     |
| 9.  | »A sada idem«             | 4:19     |

## Izdanja
| Regija         | Datum | Format(i)  | Izdavač        |
| -------------- | ----- | ---------- | -------------- |
| SR Jugoslavija | 1996. | kaseta     | PGP RTS        |
| Europa         | 1996. | CD, kaseta | Daniel Estrada |